# Chrysomphalina
Chrysomphalina Clémençon (pępnica) – rodzaj grzybów z rodziny wodnichowatych (Hygrophoraceae).

## Systematyka i nazewnictwo
Pozycja w klasyfikacji: Hygrophoraceae, Agaricales, Agaricomycetidae, Agaricomycetes, Agaricomycotina, Basidiomycota, Fungi (według Index Fungorum).
Takson utworzył w 1982 roku Heinz Clémençon. Jego typem nomenklatorycznym jest Chrysomphalina chrysophylla (Fr.) Clémençon. Synonim naukowy: Chrysobostrychodes G. Kost:
Polską nazwę podał Władysław Wojewoda w 1987 r.
Gatunki:
- Chrysomphalina aurantiaca (Peck) Redhead. 1987
- Chrysomphalina chrysophylla (Fr.) Clémençon 1982 – pępnica złotoblaszkowa
- Chrysomphalina grossula (Pers.) Norvell, Redhead & Ammirati 1994 – pępnica drobna

Wykaz gatunków i nazwy naukowe na podstawie Index Fungorum. Nazwy polskie według Władysława Wojewody i Komisji ds. Nazewnictwa Grzybów.